# Samuel Maximin
Pour les articles homonymes, voir Maximin.

a Compétitions nationales et continentales officielles uniquement.

b Matchs officiels uniquement.
Dernière mise à jour le 7 septembre 2024.
Samuel Maximin, né le 30 avril 2001 à Paris, est un joueur français de rugby à XV jouant aux postes de troisième ligne aile ou de deuxième ligne au CA Brive.

## Biographie
Samuel Maximin est le frère cadet du rugbyman Jimi Maximin.
Né à Paris, il grandit à Chartres où il commence le rugby à 15 ans au C' Chartres Rugby. À 16 ans, il rejoint le MHR et intègre l'équipe Crabos. Il est alors sélectionné en équipe de France de rugby à XV des moins de 18 ans, ce qui joue en sa faveur pour obtenir un contrat Espoir au sein du club montpelliérain.
Il fait sa première apparition chez les pros le 23 février 2020 dans un match de Top 14 contre le Stade Toulousain en remplaçant Nico Janse van Rensburg en fin de match. 
En mars 2022, il est prêté au Rouen Normandie rugby, club de Pro D2, jusqu'à la fin de la saison. Finalement, son prêt est reconduit pour une saison supplémentaire.
À partir de la saison 2024-2025, il s'engage avec le CA Brive.